# Жур
Жур (пол. żur, żurek; бел. жур, кісяліца, чеш. kyselo) — суп, оригинальное национальное блюдо, входящее в состав польской и белорусской кухонь. Был известен у славянских народов ещё со времён Владимира Мономаха и представлял собой похлёбку из овсяной муки.

## Принцип приготовления
Для приготовления супа необходима так называемая цежа — жидкий процеженный раствор муки, подвергшийся ферментации в течение от полусуток до нескольких суток. Для приготовления цежи используется обычно овсяная или ржаная мука, которая разводится водой (на литр 150—200 граммов муки) и выставляется в тёплое место, в результате чего начинается процесс брожения.

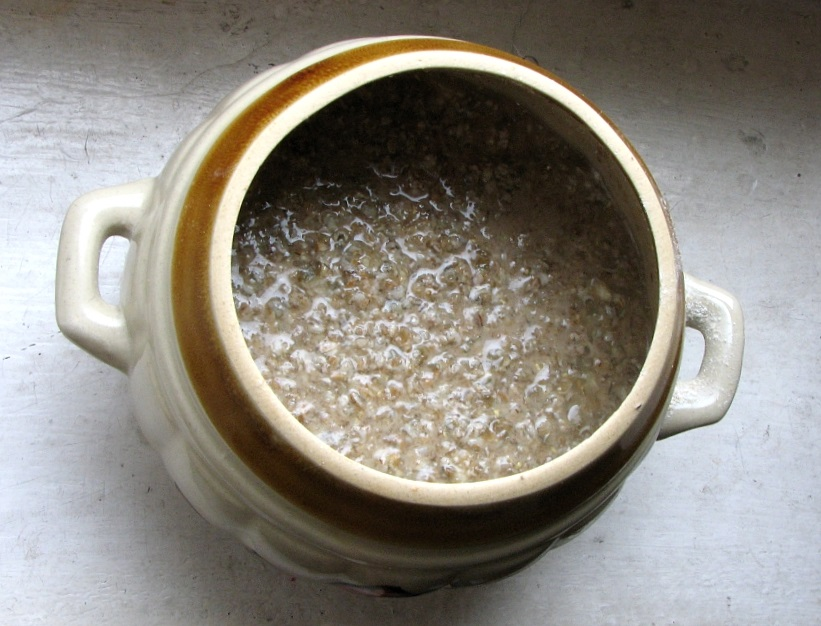
Цежа в процессе брожения

После готовности цежи существуют самые разнообразные способы приготовления супа. Общий принцип приготовления заключается в том, что цежу смешивают с водой, бульоном или молоком, ставят на огонь и добавляют другие ингредиенты, как приготовленные отдельно (традиционно), так и в неготовом виде. Таковыми могут служить овощи (для большинства журов обязательным ингредиентом будет картофель), колбаса, копчёности, клёцки, сметана, грибы, сливочное масло, пряности, растительное масло, отварное яйцо. Жур может быть сварен в постном варианте.

## Определение по словарям
Согласно Словарю Даля

Жур м. смол. гуща, подонки; овсяный кисель; подонки или отстой конопляного масла.
Согласно Словарю Фасмера

род. п. жу́ра «гуща; овсяный кисель; подонки (конопляного масла)», смол. (Даль), укр. жур, джур, бел. жур, словен. žȗr «сыворотка», чеш. žour, žur «кислое тесто», пол. żur «род киселя», в.-луж. и н.-луж. žur.
Многое говорит в пользу сравнения с норв. kjōre «сыр в первой стадии, когда молоко подогрето, но ещё не вскипело», норв. køyr «вязкая сырная масса из кислого молока»; см. Лиден, IF 19, 344 и сл.; слав. происхождение принимает также Бернекер, IF 10, 156; отсутствие этого слова в болг. и сербохорв. не говорит против этого. В отличие от них Бильфельдт пытается установить заимствование.